# Мультивселенная

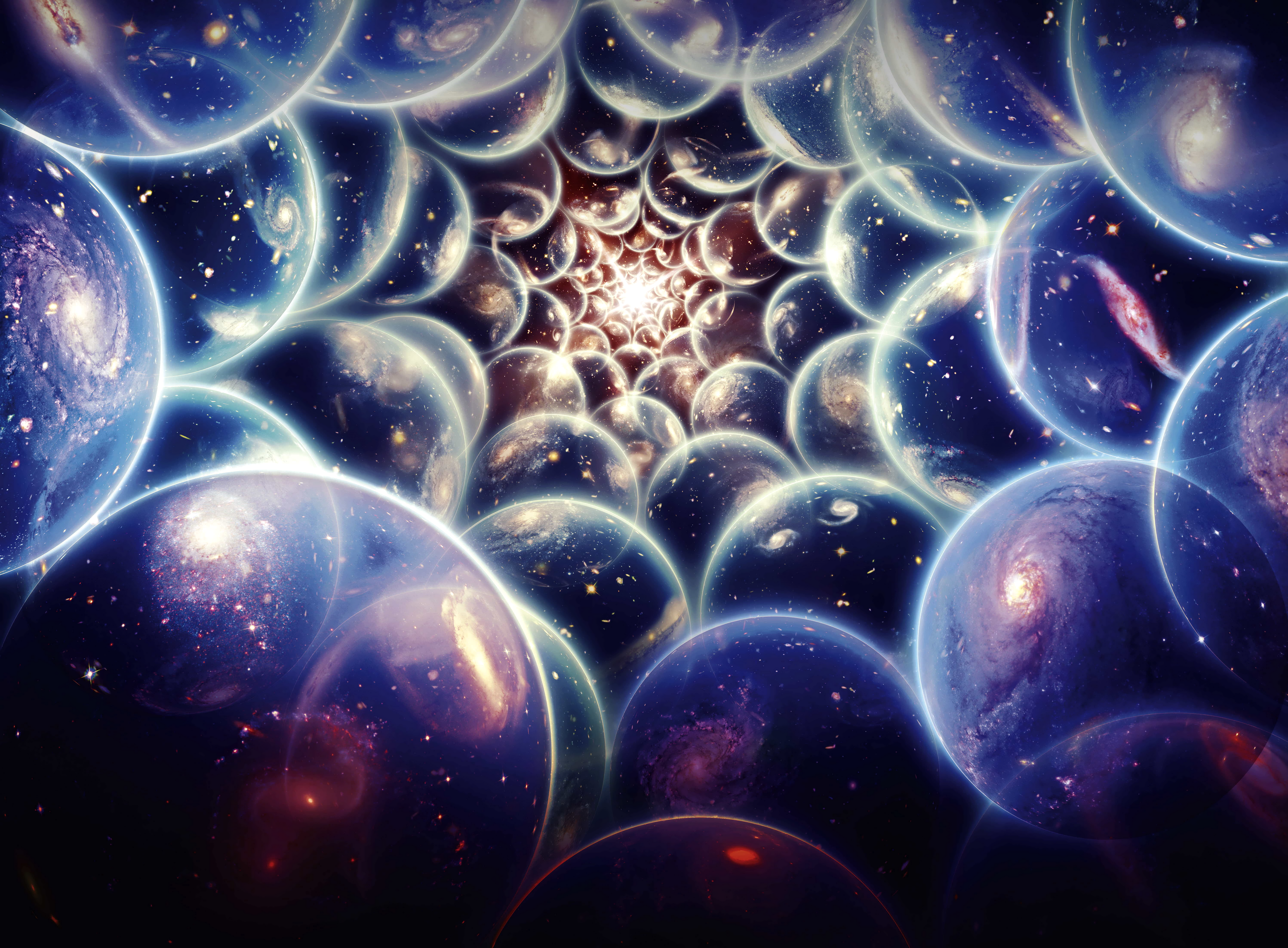
Мультивселенная в представлении художника

Мультивселе́нная, или метавселенная, или гипервселенная (англ. multiverse, hyperverse), — гипотетическое множество всех возможных реально существующих параллельных вселенных (включая ту, в которой мы находимся). Представления о структуре Мультивселенной, природе каждой вселенной, входящей в её состав, и отношениях между этими вселенными зависят от выбранной гипотезы. Вселенные, входящие в Мультивселенную, называются альтернативными вселенными, альтернативными реальностями, параллельными вселенными или параллельными мирами.
Различные гипотезы о существовании мультивселенной высказывались космологами, физиками, философами, религиозными деятелями и фантастами. Возможность существования мультивселенной порождает различные научные, философские и теологические вопросы. Термин «мультивселенная» был введён в 1895 году философом и психологом Уильямом Джеймсом (однако в другом контексте). И. С. Шкловским был предложен термин «Метавселенная».

## В науке
Существование Мультивселенной является предметом дискуссий среди физиков. Данная идея активно используется в теории струн (см. ландшафт теории струн), в многомировой интерпретации квантовой механики, в теории вечной инфляционной мультивселенной.
Ряд учёных высказывает мнение, что гипотеза Мультивселенной скорее философская, поскольку она не фальсифицируема (её нельзя опровергнуть с помощью научного эксперимента, а это является неотъемлемой частью научного метода), а следовательно, является ненаучной.
Космолог Макс Тегмарк высказал предположение, названное гипотезой математической вселенной, что любому математически непротиворечивому набору физических законов соответствует независимая, но реально существующая вселенная. Это предположение, хотя и не поддаётся экспериментальной проверке, привлекательно тем, что снимает вопрос, почему наблюдаемые физические законы и значения фундаментальных физических постоянных именно таковы (см. тонкая настройка Вселенной).
Тегмарк предложил следующую классификацию миров:
- Уровень 1: миры за пределами нашего космологического горизонта (внеметагалактические объекты).
- Уровень 2: миры с другими физическими константами (например, миры на других бранах в M-теории).
- Уровень 3: миры, возникающие в рамках многомировой интерпретации квантовой механики.
- Уровень 4: конечный ансамбль (включает все вселенные, реализующие те или иные математические структуры).

Среди сторонников идеи Мультивселенной такие учёные, как Стивен Хокинг, Ли Смолин, Брайан Грин, Макс Тегмарк, Алан Гут, Андрей Линде, Митио Каку, Дэвид Дойч, Леонард Сасскинд, Александр Виленкин, Нил Тайсон, Шон Кэрролл, Джозеф Полчински, Мартин Рис.
Гипотезу Мультивселенной не поддерживают: Стивен Вайнберг, Дэвид Гросс, Пол Стейнхардт, Нил Турок, Вячеслав Муханов, Майкл Тёрнер, Роджер Пенроуз, Джордж Эллис, Адам Франк, Пол Дэйвис.
Н. С. Кардашёв предполагал, что, если гипотеза Мультивселенной верна, то наиболее развитые цивилизации покинули нашу Вселенную и переселились в другие, более подходящие для них.

### Связь с тёмной энергией
С начала 2000-х годов концепция мультивселенной всерьёз рассматривается в связи с изучением природы тёмной энергии. Модель мультивселенной, основанная на физической реальности комплексных чисел, была впервые предложена советским физиком А.А. Антоновым.
Для экспериментальной проверки существующих теорий тёмной энергии в 2015 году в США был запущен проект Dark Energy Spectroscopic Instrument (DESI). В число проверяемых гипотез входит и гипотеза мультивселенной.

## В философии и логике
Модальный реализм
От каждого нашего выбора появляется новая альтернативная вселенная, в которой те события проживаете вы.
Возможные миры — одно из средств интерпретации вероятности, гипотетических суждений и т. п. В связи с этим ряд философов, в частности Дэвид Льюис, утверждает, что любой возможный мир реализуется, поскольку возможность и действительность — два дополнительных свойства одного и того же мира. Соответственно, что является возможностью, а что действительностью, зависит от мира, в котором находится наблюдатель (эта концепция называется «модальным реализмом»). Проблема множества миров активно обсуждается в современной философии науки, особенно в таком её направлении, как философия физики. В частности исследуется идея о том, что будущая «Теория всего» (теория квантовой гравитации) должна основываться на многомировом подходе.

66. … в наималейшей части материи существует целый мир творений, живых существ, животных, энтелехий, душ.
67. Всякую часть материи можно представить наподобие сада, полного растений, и пруда, полного рыб. Но каждая ветвь растения, каждый член животного, каждая капля его соков есть опять такой же сад или такой же пруд.
68. И хотя земля и воздух, находящиеся между растениями в саду, или вода — между рыбами в пруду не есть растение или рыба, но они всё-таки опять заключают в себе рыб и растения, хотя в большинстве случаев последние бывают так малы, что неуловимы для нашего восприятия.
— Лейбниц, Готфрид Вильгельм; Монадология.

## В разных религиях и эзотерике
Существование других миров встречается в ряде религий, например, в буддизме (Типитака) и многих течениях индуизма (Пураны, в том числе Бхагавата-пурана и Брахмавайварта-пурана, а также Агамы):

### В буддизме
Концепция множественных миров неоднократно упоминается в буддийской Типитаке, в частности в Косала сутте:

Монахи, там, докуда вращающиеся луна и солнце освещают своим светом [все] направления, простирается система тысячи миров. В этой системе тысячи миров существуют тысяча лун, тысяча солнц, тысяча царей гор Сумеру, тысяча [континентов] Джамбудипы, тысяча [континентов] Апарагояны, тысяча [континентов] Уттаракуру, тысяча [континентов] Пуббавидехи, тысяча четырёх великих океанов; тысяча Четырёх Великих Царей, тысяча [небесных миров, управляемых] Четырьмя Великими Царями, тысяча [небесных миров] Таватимсы, тысяча [небесных миров] Ямы, тысяча [небесных миров] Туситы, тысяча [небесных миров] дэвов, наслаждающихся творениями, тысяча [небесных миров] дэвов, имеющими власть над творениями других, тысяча миров брахм. И там, монахи, докуда простирается эта система тысячи миров, Маха Брахма считается наивысшим. Но даже в Маха Брахме существуют перемены, существуют изменения. Видя это так, обученный ученик Благородных разочаровывается этим. Будучи разочарованным, он становится бесстрастным к наивысшему, не говоря уже о низшем. — Косала Сутта АН 10:29

### В индуизме
Концепция множественных миров неоднократно упоминается в индуистских Пуранах, в частности в Бхагават-пуране:

Ты [Господь] мельчайший, и Ты самый великий, Ты — начало, середина и конец бытия, но Сам не имеешь начала, середины и конца. Ты существуешь, когда не существует ничего. Ты неизменен, Ты всюду — и здесь, и там, где ничего нет. В бескрайнем пространстве плавает бесчисленное множество яйцеобразных вселенных наподобие нашей, что покрыта слоеной скорлупою стихий, каждая из которых в десять раз толще предыдущей. Но в сравнении с Тобою, безграничным Анантою, они — крошечные былинки. — Бхагавата-Пурана 6.16.36-37

### В исламе

#### Космология и гипотеза Мультивселенной Фахрутдина ар-Рази
Фахруддин ар-Рази был одним из немногих исламских философов, которые признавали существование иных Вселенных, помимо нашей. По его мнению, существование только одной Вселенной несовместимо с Всемогуществом Создателя. В своей книге Ключи от сокровенного философ пишет:
Установлено, что за пределами мира лежит беспредельная пустота, и также установлено, что сила Бога Наивысочайшего превосходит силу всех возможных существ. Поэтому в Его, Наивысочайшего, силе создать тысячу тысяч миров за пределами этого мира, и каждый из этих миров больше и массивнее нашего мира, имея все, что имеет наш мир: … небеса, землю, солнце, луну. Аргументы философов в пользу единственности мира слабы, хрупкие аргументы, основанные на невнятных предпосылках.
Точка зрения сторонников существования других миров означала радикальный выход за пределы геоцентрической системы мира, ведь в этом случае Земля, хотя она и оставалась центром нашего мира, лишалась выделенного статуса во Вселенной в целом.
Кроме этого, гипотеза Фахруддин ар-Рази о существование других Вселенных помимо нашей, является одной из ранних высказанных и записанных форм гипотезы Мультивселенной.

### В эзотерике
В эзотерической космологии мультивселенную составляет система планов — тонких состояний сознания, которые выходят за рамки известной физической вселенной (в том числе астральный и ментальный планы).
Исследователи изменённых состояний сознания утверждают, что разработали методы изучения параллельных миров с помощью так называемого «второго внимания». В традиции Карлоса Кастанеды это называется «сдвиг точки сборки». Сол Фэлкон утверждает, что восприятие других миров возможно при сдвиге «точки сборки» в области с большей частотой самофиксации. Такие состояния достигаются при помощи определённых медитаций, разнообразных духовных и психологических практик или принятием некоторых психоактивных веществ, но иногда бывают спонтанными в обычной жизни.